# LIVE AT WHISKY A GO GO
『LIVE AT WHISKY A GO GO』（ライヴ・アット・ウィスキー・ア・ゴーゴー）は、1981年7月11日に発売されたシャネルズ（後のラッツ&スター）の初のライブ・アルバム。

## 解説
- デビューからヒット曲に恵まれたシャネルズはレコード会社の計らいで、ロサンゼルス～メンフィス～ニューヨークを巡る旅行がプレゼントされ、メンバーが憧れていたオーティス・レディングも出演した、ロサンゼルスの名門ライブハウス「WHISKEY A GO GO」に飛び入り出演。その際に収録したライブアルバム[1]。
- たまたま、同じホテルにDJの糸居五郎が宿泊しており、ダメ元でお願いしたところライブのオープニングMCを引き受けてくれた[1]。
- このアルバムのジャケット撮影中に、オープンカーに乗ったマイケル・ジャクソンが通りかかり、撮影中のメンバーに軽く手を振り通り過ぎていった[1]。
- 「ハリケーン」は、日本よりも早くこのライブで披露された。
- 1995年にCD選書にて復刻された。現在廃盤。

## 収録曲
1. OPENING THEME（I CAN'T TURN YOU LOOSE）
2. LET'S TWIST AGAIN
3. THAT IS ROCK&ROLL
4. FOOLS FALLIN' LOVE
リードボーカルは桑野信義。
5. ZING WENT THE STRINGS OF MY HEART
リードボーカルは佐藤善雄。
6. RUNAWAY
1stシングル「ランナウェイ」の英語バージョン。
7. HURRICANE
8. POISON IVY
ザ・コースターズが特別参加。
9. SPEEDO'S BACK IN TOWN
リードボーカルは久保木博之。
10. GOING BACK TO INDIANA
リードボーカルは新保清孝。
11. DO YOU LOVE ME
12. ENDING THEME （SHAMA LAMA DING‐DONG）
13. OPENING THEME （THE SOUND OF PHILADELPHIA）
14. TONIGHT （COULD BE THE NIGHT）
15. CLOSING THEME （IN THE STILL OF THE NIGHT）